# Анищенко Олена Олександрівна
Олена Олександрівна Аніщенко (народилась 25 жовтня 1975) — українська актриса, заслужена артистка України (1999 рік) — отримала звання у 23 роки.

## Біографія
У 1994 році закінчила Дніпропетровське театральне училище, в 2006 р — Московський педагогічний державний університет за спеціальністю «артист мюзиклу, педагог вокалу».
Кілька років працювала з Іллею Рєзніком і В'ячеславом Добриніним.

## Творчість
Акторські роботи Олени Аніщенко відрізняються особливим психологізмом і глибоким проникненням в драматичний матеріал.

## Ролі в театрі
Дніпровський державний технічний університет (артист театру і кіно), курс А. І. Москаленка (1990—1994)
- «Гамлет» Шекспір — Офелія
- «Тартюф» Мольєр — Маріанна
- «Чайка» А. Чехов — Ніна Зарічна
- «Собака на сіні» Лопе де Вега — Діана
- «Трактирщица» Гольдоні — Мірандоліна

Кримський академічний російський драматичний театр імені Максима Горького (1996—2000)
- «Майстер і Маргарита» М.Булгаков — Маргарита
- «Королівські ігри» Г.Горін — Анна Болейн
- «Віват Королева» Р.Болт — Єлизавета Англійська
- «Одруження Фігаро» Бомарше — Сюзанна
- «Прибуткове місце» Н.Островський — Поліна
- «Стоянка в Нагасакі» Пікуль Валентин Савович — Окині-сан
- «Дурочка» Лопе де Вега — Фінея
- «Ревізор» М.Гоголь — Марія Антонівна
- «Одруження Бальзамінова» Н.Островський — Анфіса
- «Єдиний спадкоємець» Ж.Реньяра -Лізетта
- «Кримінальний талант» С.Радіонов — Рукояткіна
- «Лисиця і виноград» Г.Фігейреду — Меліта
- «Дама без камелій» Т.Реттіган — Фіа
- «Шлюб по-італійськи» Едурда де Філіппо — Діана
- «Тітка Чарлея» Б.Томас — Кітті ведення
- «Каприз» С.Ципін — Пасербиця
- «Снігова королева» Є.Шварц — Герда, Отаманша
- «Пропозиція» А. Чехов — Наталія Степанівна
- «Дуенья» Р. Шерідан — Донья Луїса
- «Вісім люблячих жінок» Р. Тома — Сюзанна
- «Мачуха» Оноре де Бальзак — Поліна
- «Поминальна молитва» Г.Горіна — Хава

## Мюзикли
- «Весілля сойок» — Курка
- «Ганчір'яна лялька» — Марселла, Регеда Енн,
- «Лівша» — Мері
- «We will rock you» — Учителька
- «Бременські музиканти» — Кішка

## Ролі в кіно
- «Назад до щастя або як зловити синього птаха» реж. Дмитро Герасимов — Жаннет
- «Віолла Тараканова» — Ельвіра
- «Адвокат» — Ангеліна
- «Бальзаківський вік» — Наталя
- «Глухар» — Наташа
- «До суду» Серія «квочка» — Маргарита

## Нагороди та визнання
- диплом «Краща актриса року 1998—1999» (1999)
- Заслужена артистка України (1999); наймолодша заслужена артистка на всьому пострадянському просторі — отримала звання в 23 роки.